# OPSEK
La OPSEK (in russo Орбитальный Пилотируемый Сборочно-Экспериментальный Комплекс Orbital'nyj Pilotirujemyj Sborochno-Eksperimental'nyj Kompleks?,  Complesso orbitale e assemblaggio sperimentale pilotato) è una proposta russa di stazione spaziale modulare in orbita terrestre bassa, da realizzare alla conclusione della missione della Stazione spaziale internazionale a partire da componenti del segmento russo della stessa.

## Storia
Il progetto dell'OPSEK fu annunciato nella forma attuale nel 2008, pur se già dal 2001 l'Agenzia Spaziale Russa aveva parlato della possibilità di realizzare un nuovo complesso orbitale dopo la fine della missione dell'ISS.
La nuova stazione spaziale sarebbe impiegata come avamposto per l'assemblaggio e il rifornimento di veicoli interplanetari, e luogo di riabilitazione dei cosmonauti al ritorno da missioni prolungate sulla Luna o su Marte.
Dopo la separazione dall'ISS, una o due navicelle Progress verrebbero utilizzate per effettuare un cambio di piano orbitale e porre i moduli dell'OPSEK su un'orbita con inclinazione maggiore, raggiungibile anche dai cosmodromi di Vostočnyj e Pleseck.
Con la decisione di prolungare il programma ISS almeno fino al 2024, la separazione dell'OPSEK, inizialmente prevista per il 2020, è stata rimandata di conseguenza.

## Moduli

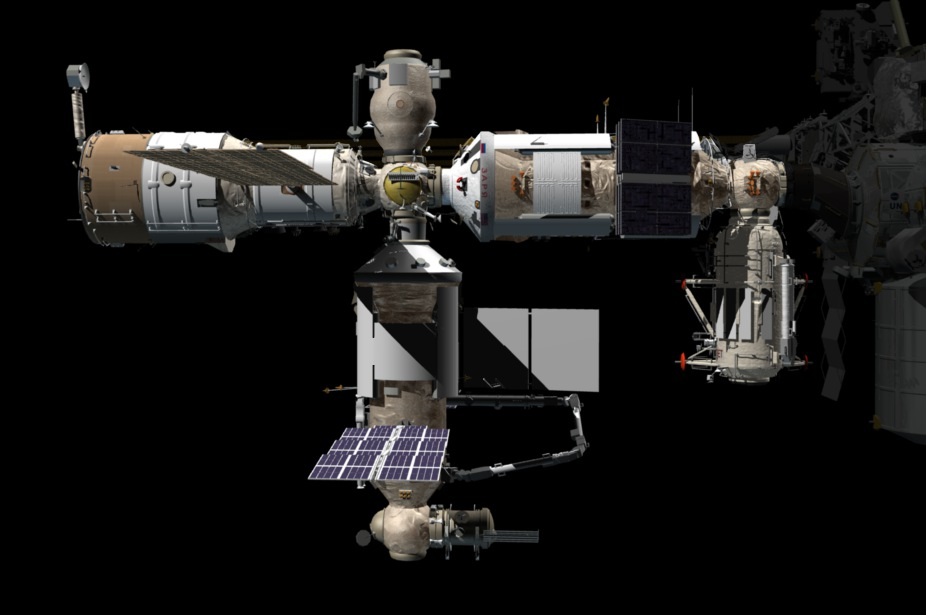
Nauka agganciato alla ISS (simulazione NASA)

I moduli del segmento orbitale russo che potrebbero essere utilizzati per la realizzazione dell'OPSEK sono:
- Nauka (MLM), un laboratorio scientifico multifunzione, originariamente pensato come riserva di Zarja in caso di fallimento del lancio di questo; ha sistemi di propulsione, navigazione e guida; il lancio, rinviato più volte, è avvenuto con successo il 21 luglio 2021. Il modulo è attraccato alla porta nadir di Zvezda dal 29 luglio 2021.[2]
- Prichal (Uzlovoy Modul o UM), un nodo sferico con sei porte di attracco, posizionato alla porta nadir di Nauka; il lancio è previsto per novembre 2021.[3]
- Zvezda, modulo di servizio comprendente alloggi per due membri d'equipaggio e il sistema di supporto vitale per l'intera stazione; evoluzione delle stazioni spaziali Saljut e Mir, è parte dell'ISS dal 2000.
- Poisk, una camera di equilibrio per attività extraveicolari, parte dell'ISS dal 2009.

La fattibilità dell'uso dei moduli più vecchi, Zvezda e Poisk, dipenderà dal loro stato e dall'affidabilità per il continuato utilizzo in missioni umane.
In ogni caso, l'unica componente permanente nel lungo periodo sarebbe il nodo UM, mentre gli altri moduli verrebbero sostituiti in caso di evoluzione degli obiettivi o dell'architettura dell'OPSEK.